# Corallium niobe
Corallium niobe är en korallart som beskrevs av Bayer 1964 . Corallium niobe ingår i släktet Corallium och familjen Coralliidae. Inga underarter finns listade i Catalogue of Life.